# Jet Airways
Jet Airways el. Jet Airways (India) Ltd. er et indisk flyselskab med hovedkvarter i Mumbai (Bombay), Indien, hvorfra selskabet opererer national og international ruteflyvning. 
Jet Airways blev grundlagt i 1992 og startede passagererflyvning fra 5. maj 1993. Flyselskabets IATA-kode er 9W.
Jet Airways opererer mere end 355 daglige flyvninger til 43 destinationer i Indien samt 15 internationale destinationer. Selskabets hovedbase er Chhatrapati Shivaji International Airport i Mumbai. Jet Airways' andre væsentlige hubs er Indira Gandhi International Airport i Delhi, Anna International Airport i Chennai, Netaji Subhash Chandra Bose International Airport i Kolkata, Bangalore International Airport i Bangalore samt Heathrow International Airport i London og Brussels Airport i Bruxelles.
Jet Airways er det største indiske indenrigs flyselskab med en andel på 43% (pr. marts 2007). Jet Airways blev af Skytrax bedømt som det bedste flyselskab i Syd- og Centralasien i 2007.
Jet Airways opkøbte i 2007 Air Sahara det næststørste private luftfartsselskab i Indien, som i henhold til aftalen fortsætter flyvninger som lavprisselskab under navnet Jet Lite.